# Pseudosempervivum sempervivum
Pseudosempervivum sempervivum är en korsblommig växtart som först beskrevs av Pierre Edmond Boissier och Benedict Balansa, och fick sitt nu gällande namn av Evgeniia Georgievna Pobedimova. Pseudosempervivum sempervivum ingår i släktet Pseudosempervivum och familjen korsblommiga växter. Inga underarter finns listade i Catalogue of Life.